# Nicolás Francella
Nicolás Francella, all'anagrafe Nicolás Martín Francella (Buenos Aires, 22 ottobre 1990), è un attore e produttore cinematografico argentino, noto per aver interpretato il ruolo di Héctor Birabent nella serie Alto mare (Alta mar).

## Biografia
Nicolás Francella è nato il 22 ottobre 1990 a Buenos Aires (Argentina), fin da piccolo ha mostrato un'inclinazione per la recitazione.

## Carriera
Nicolás Francella prima di diventare attore, ha attraversato diverse carriere, come la creatività nella pubblicità, anche se ha studiato teatro di notte. Successivamente, ha lavorato alla produzione di El hombre de tu vida (2011-2012) con il padre, Guillermo Francella e con Mercedes Morán. Nel 2013 ha fatto il suo debutto come attore nel film argentino Corazón de León diretto da Marcos Carnevale e prodotto da Telefe, dove si è confrontato con personaggi come Nora Cárpena, Mauricio Dayub e suo padre, che ne è il protagonista. Nello stesso anno è stato convocato dalla produttrice Cris Morena, per essere uno dei protagonisti della serie televisiva, che segnerà il suo ritorno al lavoro dopo due anni, Aliados, serie in cui ha eseguito alcuni brani della colonna sonora della serie, come Vas to shout e Refoundation.
Nel 2014 e nel 2015 ha recitato nella sitcom di Telefe Viudas e hijos del Rock & Roll, con Paola Barrientos, Damian de Santo e Celeste Cid. L'anno successivo, nel 2015, ha debuttato al teatro nella commedia Madre e hijos, insieme a Selva Alemán e Sergio Surraco. Tra il 2017 e il 2018 ha fatto parte della serie Las Estrellas, dove ha interpretato il ruolo di Federico Alcántara, il barista che lavora presso l'hotel. Nel 2019 ha ricoperto il ruolo di Ariel Botti nella serie Pequeña Victoria. L'anno successivo, nel 2020, ha interpretato il ruolo di Héctor Birabent nella serie di Netflix Alto mare (Alta mar).

## Filmografia

### Attore

#### Cinema
- Papá es un ídolo, regia di Juan José Jusid (2000)
- Corazón de León, regia di Corazón de León (2013)
- Maracaibo, regia di Miguel Angel Rocca (2017)
- Los Padecientes, regia di Nicolás Tuozzo (2017)
- La casa delle stelle (El cuento de las comadrejas), regia di Juan José Campanella (2019)
- En la mira, regia di Carlos Gil e Ricardo Hornos (2022)
- Un crimen argentino, regia di Lucas Combina (2022)
- The Penguin & The Fisherman, regia di David Schurmann (2023)
- Hasta el cielo ida y vuelta, regia di María Laura Gargarella (2023)

#### Televisione
- Aliados – serie TV (2013)
- La celebración – miniserie TV (2014)
- Viudas e hijos del Rock & Roll – serie TV (2014-2015)
- Five Stars (Las Estrellas) – serie TV (2017)
- Pequeña Victoria – serie TV (2019-2020)
- Alto mare (Alta mar) – serie TV, 6 episodi (2020)
- María Marta: El crimen del country – serie TV (2022)

#### Cortometraggi
- Conexión real, regia di José María Cicala (2016)

### Produttore

#### Televisione
- El hombre de tu vida – serie TV (2012)

## Teatro
- Aliados (2013-2014)

## Programmi televisivi
- Gracias por venir, gracias por estar (2012-2013)
- Sin Codificar (2013)
- Susana Giménez (2013)
- Pura Química (2013, 2015-2016)
- Fans en Vivo (2013, 2016)
- Tiempo Extra (2014)
- Caiga quien caiga - CQC (2014)
- Morfi, todos a la mesa (2015)
- ¿Qué fue primero, el huevo o la gallina? (2015)
- Almorzando con Mirtha Legrand (2015)
- AM - Antes del mediodía (2014-2015)
- Nunca es tarde (2015, 2017, 2019)
- Repechaje (2017)
- Todo Pasa (2022)
- No es tan tarde (2022)
- Vuelta y Media (2022)

## Doppiatori italiani
Nelle versioni in italiano dei suoi film e delle sue serie TV, Nicolás Francella è stato doppiato da:
- Andrea Mete[12] ne La casa delle stelle[13]

## Riconoscimenti
- Nickelodeon Kids' Choice Awards (Argentina)
  - 2013: Candidato come Attore rivelazione per la serie Aliados[14][15]

- Premio Sur
  - 2013: Vincitore come Miglior attore rivelazione per il film Corazón de León

- Premio Martín Fierro
  - 2013: Candidato come Attore rivelazione per la serie Aliados
  - 2017: Candidato come Attore di supporto per il film La casa delle stelle (El cuento de las comadrejas)